# 우베 바인
우베 바인(1960년 9월 26일 ~ )은 독일의 전 축구 선수이다.

## 통계
| 독일 | 독일 | 독일 |
| 연도 | 출전 | 골   |
| ---- | ---- | ---- |
| 1989 | 2    | 0    |
| 1990 | 10   | 3    |
| 1991 | 1    | 0    |
| 1992 | 1    | 0    |
| 1993 | 3    | 0    |
| 합계 | 17   | 3    |